# Harper (Familienname)
Harper ist ein Familienname.

## Namensträger

### A
- Adam Harper, britischer Mathematiker
- Adolf Friedrich Harper (1725–1806), deutscher Maler
- Alan Harper (* 1960), englischer Fußballspieler
- Alexander Harper (1786–1860), US-amerikanischer Politiker
- Alvin Harper (* 1968), US-amerikanischer Footballspieler
- Andrew Harper († 1790), englischer Chirurg
- Arthur Harper (1939–2004), US-amerikanischer Jazzmusiker
- Arthur Cyprian Harper (1866–1948), US-amerikanischer Politiker
- Arthur Paul Harper (1865–1955), neuseeländischer Jurist, Bergsteiger, Geodät und Naturschützer

### B
- Bastian Harper (* 1973), deutscher Musiker, Disc Jockey (DJ), Komponist und Sänger
- Ben Harper (* 1969), US-amerikanischer Musiker
- Beverley Harper (1941–2002), australische Autorin
- Billy Harper (* 1943), US-amerikanischer Jazz-Saxophonist
- Blake Harper (* 1968), kanadischer Pornodarsteller
- Bob Harper (um 1915–nach 1939), australischer Badmintonspieler
- Brian Harper (Baseballspieler) (* 1959), US-amerikanischer Baseballspieler
- Brian Harper (Basketballspieler) (* 1985), US-amerikanischer Basketballspieler
- Bryan Harper (* 1927), australischer Kanute
- Bryce Harper (* 1992), US-amerikanischer Baseballspieler
- Buddy Harper (vor 1945–um 2005), US-amerikanischer Jazzgitarrist, Arrangeur und Musikproduzent

### C
- Cameron Harper (Fußballspieler, 10. November 2001), schottischer Fußballspieler
- Cameron Harper (Fußballspieler, 19. November 2001), US-amerikanischer Fußballspieler
- Charlie Harper (* 1944), britischer Punk-Musiker
- Chris Harper (* 1994), australischer Radrennfahrer
- Cleeve Harper (* 2000), kanadischer Tennisspieler
- Clifford Harper (* 1949), englischer Cartoonist

### D
- David M. Harper (Zoologe) (* 1950), englischer Zoologe
- David M. Harper (Architekt) (* 1953), US-amerikanischer Architekt
- David W. Harper (* 1961), US-amerikanischer Schauspieler
- Dawn Harper-Nelson (* 1984), US-amerikanische Hürdenläuferin und Olympiasiegerin
- Derek Harper (* 1961), US-amerikanischer Basketballspieler
- Diamonté Harper (* 1993), US-amerikanische Sängerin, Rapperin und Songwriterin siehe Saweetie
- Dillion Harper (* 1991), US-amerikanische Pornodarstellerin
- Donald Harper (1932–2017), US-amerikanischer Wasserspringer und Turner
- Dylan Harper (* 2006), US-amerikanischer Basketballspieler

### E
- Edward John Harper (1910–1990), US-amerikanischer Ordensgeistlicher, römisch-katholischer Bischof von Saint Thomas
- Elijah Harper, US-amerikanischer Jazzgitarrist, Arrangeur und Musikproduzent, siehe Buddy Harper
- Elijah Harper (Politiker) (1949–2013), kanadischer Politiker und Häuptling
- Ella Harper (1870–1921), US-amerikanische Zirkusdarstellerin
- Emily Harper (* 1981), US-amerikanische Schauspielerin
- Erastus Harper (1854–1927), US-amerikanischer Politiker
- Ernie Harper (1902–1979), britischer Leichtathlet

### F
- Fletcher Harper (1806–1877), US-amerikanischer Verleger
- Frances Harper (1825–1911), US-amerikanische Dichterin
- Francis Harper (Biologe) (1886–1972), US-amerikanischer Biologe
- Francis Jacob Harper (1800–1837), US-amerikanischer Politiker
- Frank Harper (* 1962), britischer Schauspieler

### G
- George Harper (Radsportler) (* 1992), britischer Radsportler
- George Montague Harper (1865–1922), britischer General
- George Washington Finley Harper (1834–1921), US-amerikanischer Offizier und Politiker
- Gisèle Côté-Harper, kanadische Juristin und Hochschullehrerin
- Graeme Harper, britischer Fernsehregisseur
- Gregg Harper (* 1956), US-amerikanischer Politiker

### H
- Hannah Harper (* 1982), britische Pornodarstellerin
- Heather Harper (1930–2019), irische Sopranistin
- Herbie Harper (1920–2012), US-amerikanischer Jazz-Posaunist
- Hill Harper (* 1966), US-amerikanischer Schauspieler

### I
- Ida Husted Harper (1851–1931), US-amerikanische Autorin und Frauenrechtlerin
- Irving Harper († 2015), US-amerikanischer Industriedesigner

### J
- Jacey Harper (* 1980), Leichtathlet aus Trinidad und Tobago
- James Harper (Politiker) (1780–1873), US-amerikanischer Politiker (Pennsylvania)
- James Harper (Verleger) (1795–1869), US-amerikanischer Verleger und Politiker
- James Harper (Schauspieler) (* 1948), US-amerikanischer Schauspieler
- James Harper (Fußballspieler) (* 1980), englischer Fußballspieler
- James Harper (Polospieler), englischer Polospieler
- James C. Harper (1819–1890), US-amerikanischer Politiker
- Jane Harper (* 1980), britisch-australische Autorin
- Jessica Harper (* 1949), US-amerikanische Schauspielerin, Sängerin und Autorin
- Joe Harper (* 1948), schottischer Fußballspieler
- Johann Harper (1688–1746), schwedischer Maler
- John Harper (Ingenieur) (* 1937), britischer Ingenieur
- John Adams Harper (1779–1816), US-amerikanischer Politiker
- John L. Harper (1925–2009), britischer Biologe
- John R. Harper (1930–2001), US-amerikanischer Politiker (Republikaner)
- Joseph M. Harper (1787–1865), US-amerikanischer Politiker
- Jordan Harper (* 1976), US-amerikanischer Schriftsteller
- Justin Harper (* 1985), US-amerikanischer Footballspieler

### K
- Kevin Harper (* 1976), schottischer Fußballspieler
- Kyle Harper (* 1979), US-amerikanischer Historiker
- Kyra Harper (* 20. Jahrhundert), kanadische Schauspielerin

### L
- Larry Harper, Pseudonym von Richard Wunderer (1947–2009), österreichischer Schriftsteller
- Lee Harper (Musiker) (Wilson Leroy Harper; 1945–2010), US-amerikanischer Jazzmusiker
- Lee Harper (Fußballspieler) (Lee Charles Philip Harper; * 1971), englischer Fußballtorhüter und Trainer
- Leonard Harper († 1915), neuseeländischer Politiker, Entdecker und Anwalt
- Liza Harper (* 1976), französische Pornodarstellerin

### M
- Malcom Harper († 2013), britischer Diplomat, Friedensaktivist und Entwicklungshelfer
- Mark Harper (* 1970), britischer Politiker
- Martha Matilda Harper (1857–1950), US-amerikanische Kosmetikunternehmerin
- Mary Harper (Schauspielerin) (1965–2011), US-amerikanische Schauspielerin
- Mary Starke Harper (1919–2006), US-amerikanische Pflegeforscherin und -wissenschaftlerin
- Michael Harper (Footballspieler) (* 1961), US-amerikanischer Footballspieler
- Michael S. Harper (1938–2016), US-amerikanischer Lyriker

### N
- Nick Harper (* 1965), britischer Sänger und Texter

### P
- Patrick Harper (* 2000), australischer Tennisspieler
- Paul Vincent Harper (* 1915), US-amerikanischer Arzt
- Peanut Harper (Mareen Harper; * 1960), US-amerikanische Tennisspielerin
- Peter Harper (Rennfahrer) (1921–2003), britischer Rennfahrer
- Peter Harper (Musiker), australischer Musiker
- Peter S. Harper (1939–2021), britischer Genetiker
- Philip Harper (* 1965), US-amerikanischer Jazz-Trompeter

### R
- Richard Harper (* 1949), US-amerikanischer Jazzmusiker, Arrangeur und Hochschullehrer
- Robert Harper (Höhlenforscher), britischer Höhlenforscher
- Robert Harper (Schauspieler) (1951–2020), US-amerikanischer Film- und Theaterschauspieler
- Robert A. Harper (1862–1946), US-amerikanischer Botaniker
- Robert Goodloe Harper (1765–1825), amerikanischer Politiker
- Robin Harper (* 1940), schottischer Politiker
- Roland Harper (1907–1989), britischer Hürdenläufer
- Roland McMillan Harper (1878–1966), US-amerikanischer Botaniker und Geologe
- Roman Harper (* 1982), US-amerikanischer American-Football-Spieler
- Ron Harper (Schauspieler) (1933–2024), US-amerikanischer Schauspieler
- Ron Harper (* 1964), US-amerikanischer Basketballspieler
- Roy Harper (* 1941), britischer Sänger und Texter

### S
- Samuel Harper (1882–1943), US-amerikanischer Historiker
- Shane Harper (Eishockeyspieler) (* 1989), US-amerikanischer Eishockeyspieler
- Shane Harper (Schauspieler) (* 1993), US-amerikanischer Schauspieler und Sänger
- Skinny Bobby Harper (1939–2003), US-amerikanischer DJ
- Stephen Harper (* 1959), kanadischer Politiker
- Steve Harper (Fußballspieler, 1969) (* 1969), englischer Fußballspieler
- Steve Harper (Schauspieler), US-amerikanischer Schauspieler, Drehbuchautor und Produzent
- Steve Harper (Fußballspieler, 1975) (* 1975), englischer Fußballtorhüter
- Steve Harper (Pornodarsteller), US-amerikanischer Pornodarsteller
- Sylvia Lance Harper (1895–1982), australische Tennisspielerin

### T
- Ted Harper (1901–1959), englischer Fußballspieler
- Terry Harper (* 1940), kanadischer Eishockeyspieler
- Tess Harper (* 1950), US-amerikanische Schauspielerin
- Tom Harper (* 1977), englischer Schriftsteller; Pseudonym von Edwin Thomas (Autor)
- Tom Harper (Regisseur), (* 1980), britischer Regisseur
- Tommy Harper (* 1940), US-amerikanischer Baseballspieler
- Toni Harper (1937–2023), US-amerikanische Jazz- und Popsängerin

### V
- Valerie Harper (1939–2019), US-amerikanische Schauspielerin
- Vaughn Harper (1945–2016), US-amerikanischer Rundfunkmoderator

### W
- Wilhelmina Harper (1884–1973), US-amerikanische Herausgeberin und Bibliothekarin
- William Harper (Politiker) (1790–1847), US-amerikanischer Politiker
- William Jackson Harper (* 1980), US-amerikanischer Schauspieler
- William Rainey Harper (1856–1906), US-amerikanischer Hebraist und Hochschullehrer
- Winard Harper (* 1962), US-amerikanischer Jazz-Schlagzeuger und Bandleader

### Y
- Yasmin Harper (* 2000), britische Wasserspringerin